# أحادي النوع
في علم الحيوان، يكون «أحادي النوع» هو نعت يصف الجنس الذي يحتوي على نوع معروف واحد فقط. ولهذه الكلمة أصل هجين، بإضافة سابقة أتت من (بالإغريقية: μονο-)‏ (mono-) "single"، و(باللاتينية: species)‏، «صنف» أو «نوع».
ومن بين الأجناس الموصوفة في علم الحيوان، هناك المزيد من الأجناس أحادية النوعية بأي عدد فردي آخر من الأنواع. ومع ذلك، فقد تم اكتشاف أن العديد من الأجناس، التي اعتُبرت في الأصل أحادية، تحتوي على أكثر من نوع واحد. ومن بين الأمثلة مالابرورس السمك الكهربي ولوكسودونتا الفيل الإفريقي. من ناحية أخرى، هناك حالات مثل بسيودورينليبس، حيث تحول الجنس بعد سلسلة وصف الأنواع الأولية إلى أحادي النوعية.
ويستخدم علماء الحيوان عوضًا عن ذلك مصطلح «أحادي الصنف» عند الإشارة إلى الأصناف الأعلى التي تحتوي على تصنيف واحد طبقي مباشر. على سبيل المثال، يُقال إن الفصيلة التي تحتوي على جنس واحد هي أحادية الصنف، حتى لو كان هذا جنسًا يشمل العديد من الأنواع.
في علم النبات، يُستخدم مصطلح «أحادي الصنف» أو «أحادي نوعي» بدلاً من «أحادي النوع» للإشارة إلى صنف – في أي رتبة – يحتوي على صنف واحد فقط.
في علم المناعة، يشير مصطلح «أحادي النوع» إلى عملية الجهاز المناعي التي تتعرف فيها خلية لمفية بائية وخلية تائية على مستضد معين فقط ولن ترتبط بآخر.